# Tomorr
Tomorr es una gran montaña en Albania meridional. Su punto más alto, llamado Çuka e Partizanit, alcanza una altitud de 2.416 m s. n. m. Se encuentra al este de las ciudades de Berat y Poliçan y el río Osum no lejos del cañón del río Osum. 
En la Antigüedad, la región de Tomorr (griego Άμυρον - Amyron) estaba habitada por los dexaros, una tribu griega que pertenecía al grupo de los caones.
El folklore albanés narra cómo se creó Tomorr. La gente creía que Tomorr era un gigante que quería luchar contra otro gigante llamado Shpirag por una joven. Los dos gigantes se mataron entre sí y cuando oyó esto la muchacha lloró y se ahogó en sus propias lágrimas creando así el río Osum.
Tomorr es de gran importancia para la gente local ofreciéndoles muchas facilidades como para el esquí. Por su importancia y belleza el gobierno albanés hizo de Tomorr un parque nacional, el parque nacional de la montaña Tomorri (en albanés, Parku Kombëtar "Mali i Tomorrit"), que se extiende por un territorio de 4.000 hectáreas. Muchas especies amenazadas son libres de deambular y vivir allí. El parque se ubica al este de la "ciudad museo" de Berat. Desde lejos, la montaña de Tomorr da la impresión de una fortaleza natural gigante donde se encuentra la tumba de Abaz Aliu (Tyrba e Kulmakut), a 1.200 m s. n. m. Todos los meses de agosto, miles de peregrinos van al Tyrba durante una semana estimulando de esta manera el turismo religioso.